# Center Chasa Augustin
Das Center Chasa Augustin ist ein Geschäftshaus mitten in Scuol im Schweizer Kanton Graubünden und wurde 1986 nach Plänen von Beat Consoni errichtet.

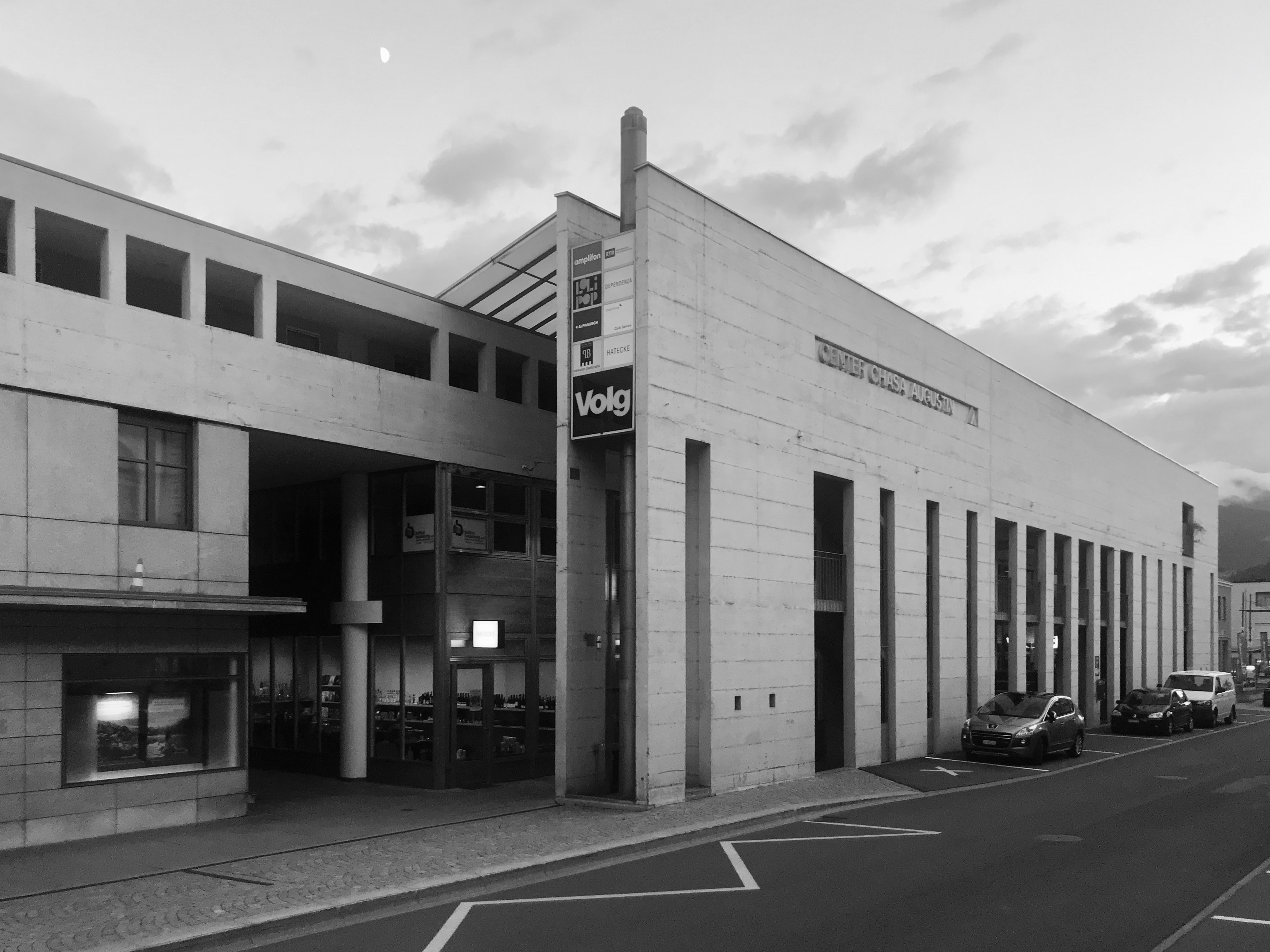
Strassenfassade

## Geschichte
Das Center Augustin ersetzt das ursprüngliche Geschäftshaus der Familie Augustin. Otto Augustin beauftragte den St. Galler Architekten Beat Consoni mit der Planung eines neuen Wohn- und Geschäftshauses. Dieses wurde zwischen 1984 und 1986 fertiggestellt.

## Architektur
Das Bauwerk liegt an der Hauptstrasse Stradun, der zentralen Durchgangsstrasse des Ortes und ist von der Tessiner Tendenza inspiriert. Das dreigeschossige Gebäude ist in zwei Teile gegliedert, verbunden durch eine Passage, die als Zugang zu den Ladengeschäften dient. Der Hauptteil besitzt ein Flachdach mit einer Kuppel aus Glasfronten, während der vorgelagerte Betonteil das Treppenhaus und zwei Lifte enthält. Oberlichter verbinden die beiden Bereiche und leiten Licht zu den Ladeneingängen. Die oberen Etagen mit Büros und Wohnungen sind über separate Treppen erreichbar. Holzverkleidungen und Naturstein schaffen eine Verbindung zur Umgebung, während die moderne Formgebung einen Kontrast zur traditionellen Engadiner Architektur bildet.
Mitarbeiter waren Gion Signorell, Toni Thaler und Elisabeth Merkt. Bauingenieur waren Edy Toscano, Swiss Electra und Gian Caprez.

## Preise
- 1987: Auszeichnung für gute Bauten Graubünden für Center Chasa Augustin, Scuol[2]